# Jan van Eyck Academie
De Jan van Eyck Academie / Margaret van Eyck Academie of Van Eyck – Meervoudig instituut voor beeldende kunst, ontwerp en reflectie is een internationaal post-academisch instituut voor beeldende kunst in de Nederlandse stad Maastricht. Het instituut is gevestigd in een gebouw uit 1958–61 van architect Frits Peutz aan het Academieplein in het Jekerkwartier. Het gebouw is een gemeentelijk monument.

## Geschiedenis
Al voor de Tweede Wereldoorlog bestonden er plannen om in Maastricht een Rooms-katholieke hogere kunstopleiding te vestigen, ter aanvulling van de bestaande Middelbare Kunstnijverheidsschool (thans Academie Beeldende Kunsten Maastricht) en als katholieke tegenhanger van de niet-confessionele Rijksakademie van beeldende kunsten in Amsterdam. Na de oorlog werd het plan opnieuw opgepakt door de Sint-Bernulfusstichting, waarin Limburgse kopstukken als de kunsthistoricus Joseph Timmers, de architect Alphons Boosten, de voorzitter van het LGOG Émile Batta en diverse geestelijken zich verenigd hadden. Op 13 mei 1948 werd de Jan van Eyck Academie officieel opgericht, genoemd naar de laatmiddeleeuwse schilder Jan van Eyck. De academie stelde zich ten doel hoger kunstonderwijs aan te bieden in de breedste zin van het woord, hoewel er vanuit werd gegaan dat dit ten dienste van de katholieke kerk zou zijn. De academie zou met name een rol moeten spelen in de herbouw, reconstructie en herinrichting van in de oorlog verwoeste (katholieke) kerkgebouwen. De academie was vanaf het begin een privé-instelling, die gesubsidieerd werd door het Rijk, de provincie Limburg en de gemeente Maastricht.
Op 1 oktober 1948 ging het onderwijs aan de academie van start met zeven studenten, in de loop van het cursusjaar uitgebreid tot vijftien. De priester Leo Linssen was de eerste directeur. Een van de eerste docenten was de Belgische beeldhouwer Oscar Jespers (1949–56). De lessen vonden plaats in het voormalige Bonnefantenklooster, dat gedeeld moest worden met andere instellingen. In 1951 verhuisde de academie naar het voormalig Rooms-katholiek weeshuis, een monumentaal, 17e-eeuws gebouw. Tegenwoordig is hier de Toneelacademie Maastricht gevestigd. In 1954 volgde prof. J.J.M. Timmers Linssen op als directeur. Bij het tweede lustrum in 1958 vond een grote tentoonstelling plaats in de Dominicanenkerk. Bekende docenten in deze periode waren Charles Eyck en Hubert Levigne. Rond 1960 kwam het huidige, door architectenbureau Peutz ontworpen gebouw tot stand op een voormalige opslagplaats van Gemeentewerken, in de buurt van de twee eerdere vestigingsplaatsen. In de jaren zestig vervluchtigde het katholieke karakter van de opleiding. Albert Troost werd in 1965 de derde directeur. In de jaren zeventig kwam er meer ruimte voor onderzoek en experiment. Vanaf de jaren tachtig kreeg de Van Eyck een internationaler karakter en werd Engels de voertaal. Van 1980–82 was Ko Sarneel interim-directeur, opgevolgd door William Pars Graatsma (1982–91) en Jan van Toorn (1992–98).
Een van de belangrijkste vernieuwingen van Koen Brams, directeur vanaf 2000, was het openstellen van alle colleges, lezingen en andere activiteiten voor het publiek. De academie ging zich tevens nóg nadrukkelijker richten op de Euregio Maas-Rijn en het overige buitenland. In 2011 werd het voortbestaan van de academie onzeker nadat staatssecretaris Halbe Zijlstra de rijkssubsidie voor de periode 2012–16 had gehalveerd, waarna er helemaal geen subsidie meer verleend zou worden. Hoewel dit besluit later deels teruggedraaid werd, moest het instituut op zoek naar aanvullende financiële middelen. In 2018 bestond het budget van circa 2,6 miljoen euro nog maar voor 1,6 miljoen uit overheidssubsidie. Een andere aanpassing was het verkorten van de ‘studietijd’ van twee naar maximaal een jaar (soms enkele maanden).

## Organisatie

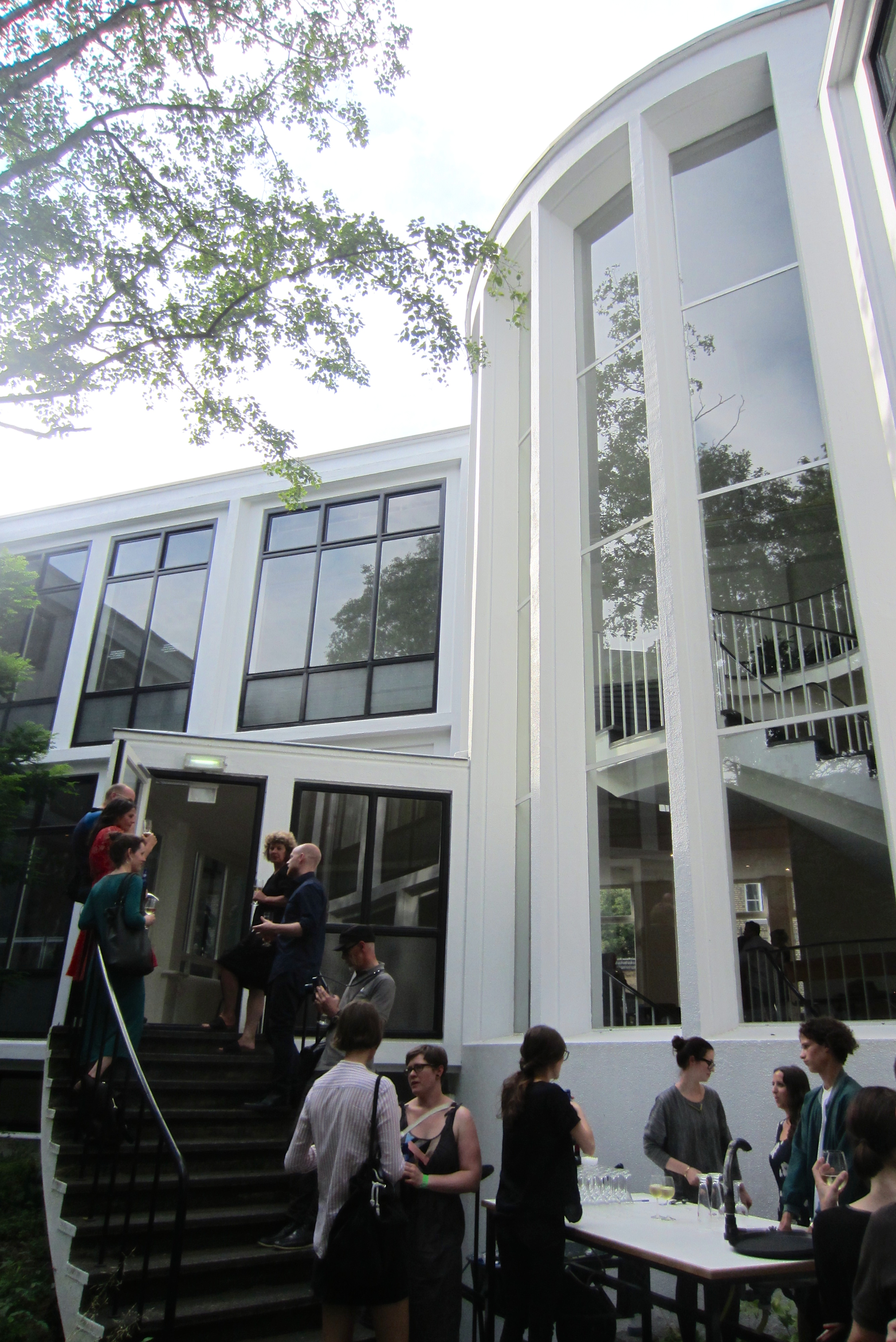
Receptie in de tuin, 2014

De academie biedt plaats aan beeldend kunstenaars, ontwerpers, architecten, curatoren, beschouwers, dichters en schrijvers. Zij krijgen binnen de Jan van Eyck Academie / Margaret van Eyck Academie de ruimte en tijd om hun talenten te ontwikkelen. De Van Eyck beschikt over een aantal werkplaatsen voor technisch experiment met gebruik van verschillende materialen en technieken. Er werken aan de academie per jaar circa veertig kunstenaars, die actief kunnen zijn op het gebied van de beeldende kunst, hout- en metaalbewerken, film, video en fotografie, of schrijven en dichten.
De instelling bestaat uit twee onderdelen: de eigenlijke Jan van Eyck Academie / Margaret van Eyck Academie, voor internationale post-academische (talent)ontwikkeling, en de Hubert van Eyck Academie / Caterina van Hemessen Academie, voor de meer theoretische kunstbeschouwing. Vanuit de laatste instelling is samenwerking gezocht met de Universiteit Maastricht (de studie i-arts) en andere onderwijsinstellingen in de regio. Het projectbureau Van Eyck Mirror is opgericht voor particulier opdrachtgeverschap. Overheden, bedrijven en instellingen kunnen hier artistieke projecten aanbieden, die door studenten ingevuld kunnen worden. Via Van Eyck Services worden werkplaatsen en andere ruimtes aan derden verhuurd. Daaronder vallen het Charles Nypels Lab / Anne Pétronille Nypels Lab (drukkerij), het Heimo Lab / Luzia Hartsuyker-Curjel Lab (hout- en metaalwerkplaats), het Werner Mantz Lab / Elsa Stansfield Lab (multimedia werkplaats), Jac. P. Thijsse Lab / Wilhelmina Minis-van de Geijn Lab (“natuur als een manier van denken”), en het Pierre Kemp Lab / Thérèse Cornips Lab (bibliotheek en archief). Het Van Eyck café-restaurant is open voor iedereen.

## Gebouw
De Jan van Eyck Academie / Margaret van Eyck Academie was in 1958 het laatste grote ontwerp van Frits Peutz. Het oorspronkelijke gebouw bestaat uit drie vleugels, gelegen tussen de straten Kakeberg en Bonnefantenstraat. Het plein dat aan de zuidzijde was ontstaan kreeg de naam Academieplein. In 1966 werd de westelijke vleugel verlengd in zuidwaartse richting. In 2012–13 werd het hele gebouw gerenoveerd door Maurer United Architects, een bureau dat sinds die tijd in het gebouw gehuisvest is.

### Exterieur
De functionalistisch architectuur van de Jan van Eyck Academie / Margaret van Eyck Academie contrasteert sterk met de historische omgeving, maar voegt zich daarin toch door zijn bescheiden dimensies. Het gebouw van beton, staal en glas heeft witgepleisterde gevels. Het oorspronkelijke gebouw bestaat uit twee hogere en een iets lagere vleugel; op het snijpunt daarvan bevindt zich een ronde hoekinvulling. Tussen deze drie vleugels ligt een binnentuin. De hoofdingang bevindt zich aan de oostzijde van de noordvleugel. De vleugel uit 1965 sluit vrijwel naadloos aan op de westelijke vleugel en grenst aan het Academieplein. Achter deze vleugel ligt een informele tuin die als openluchtatelier dienstdoet.

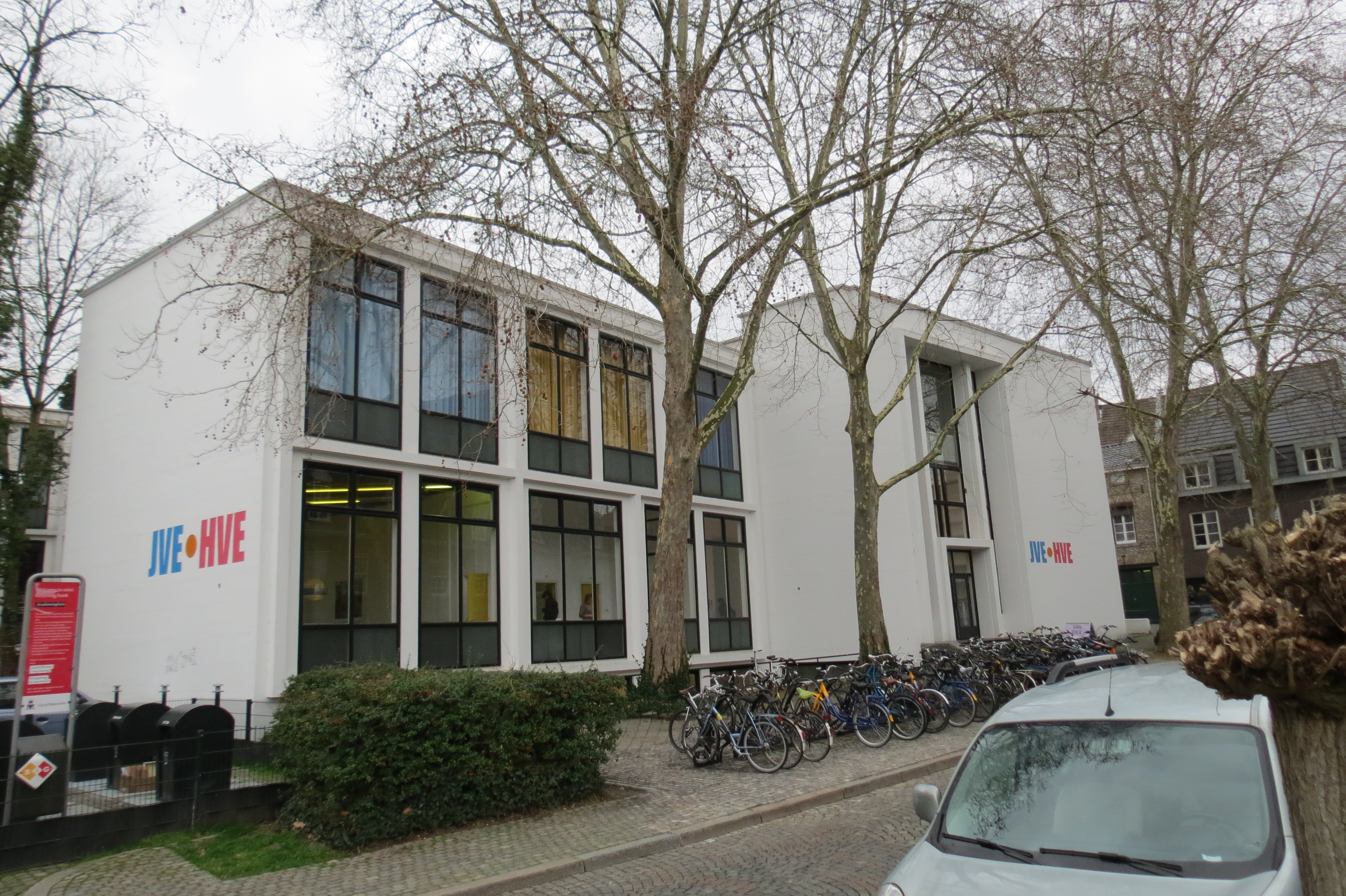
Oostvleugel en hoofdingang
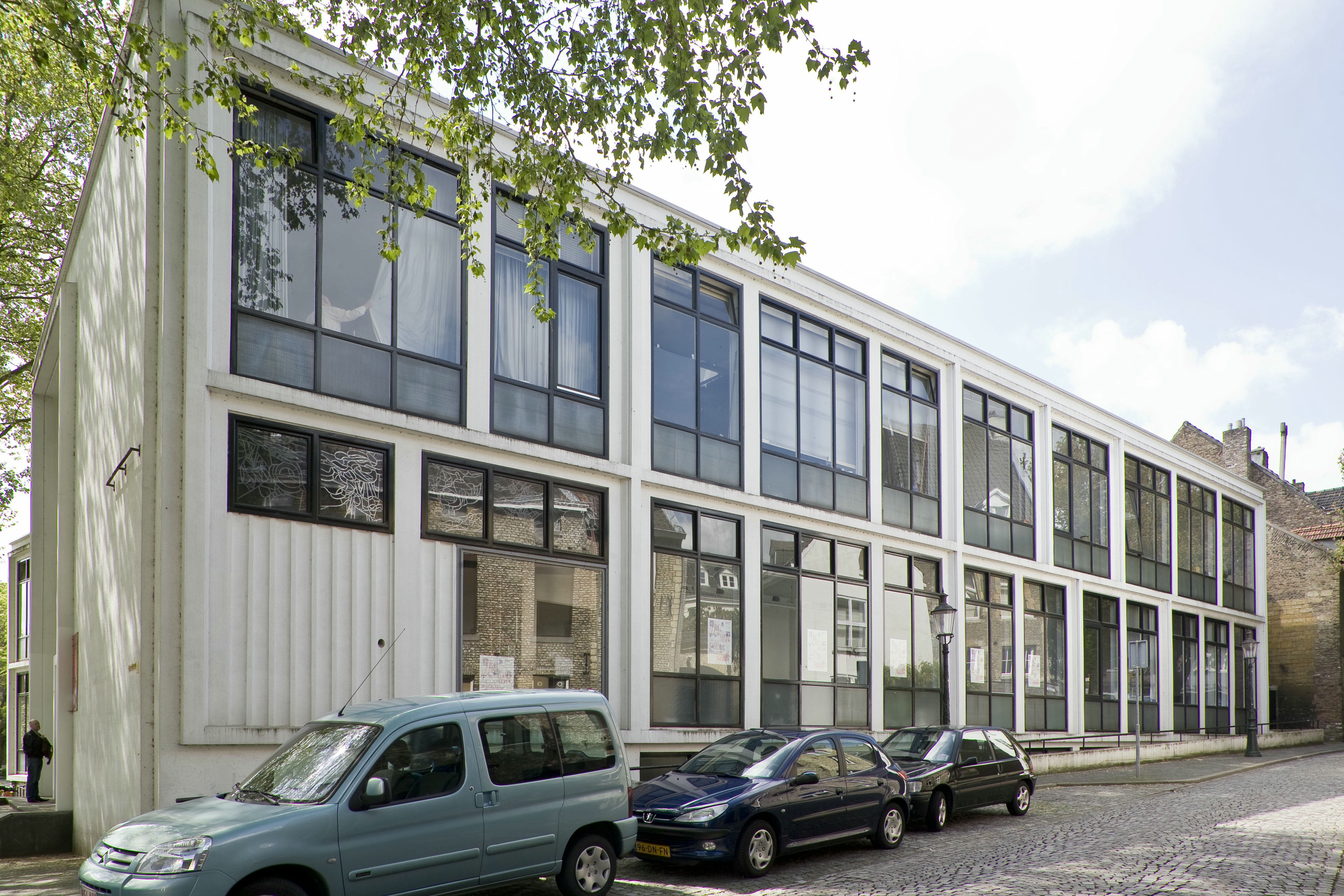
Noordgevel Kakeberg
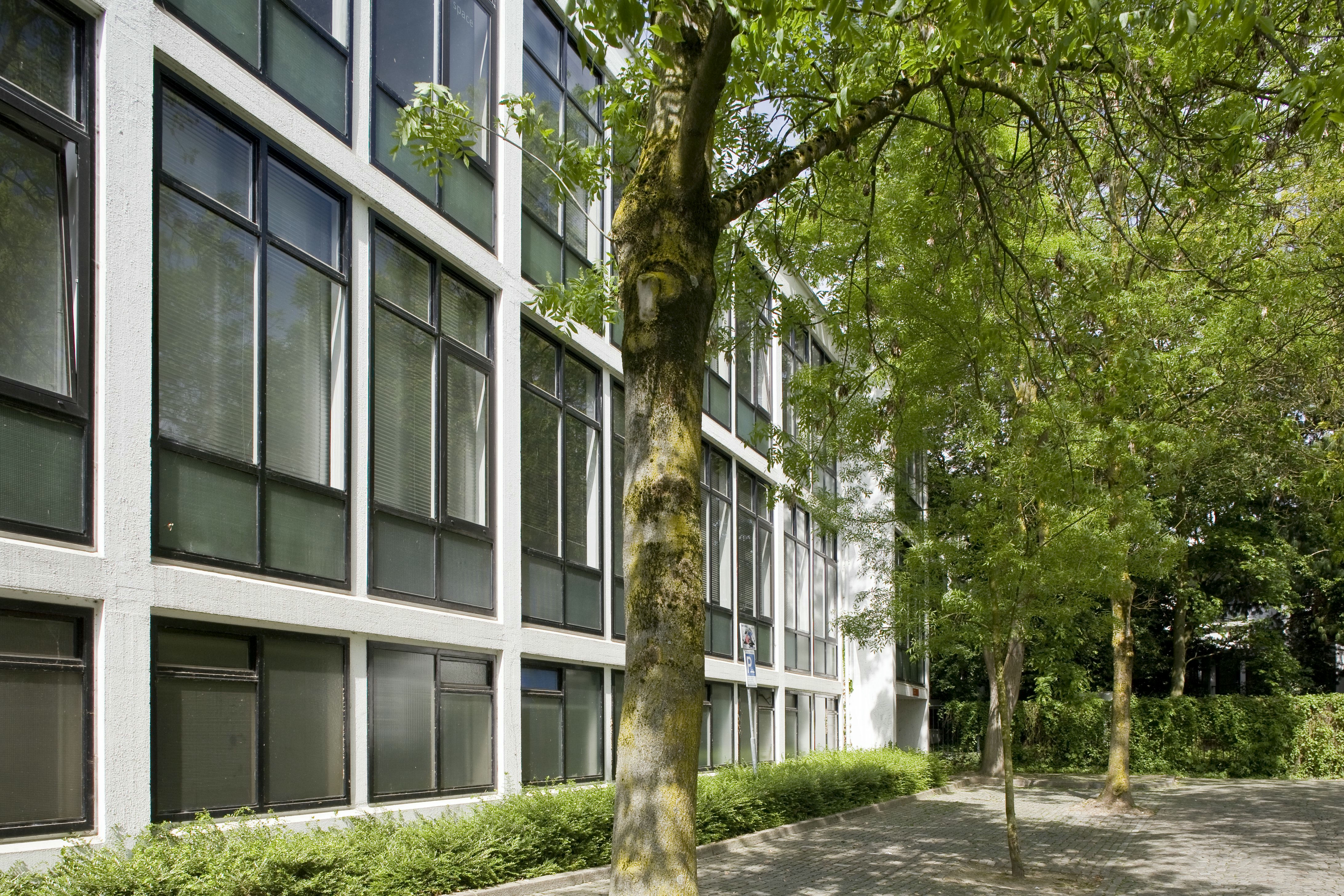
Verlengde westvleugel
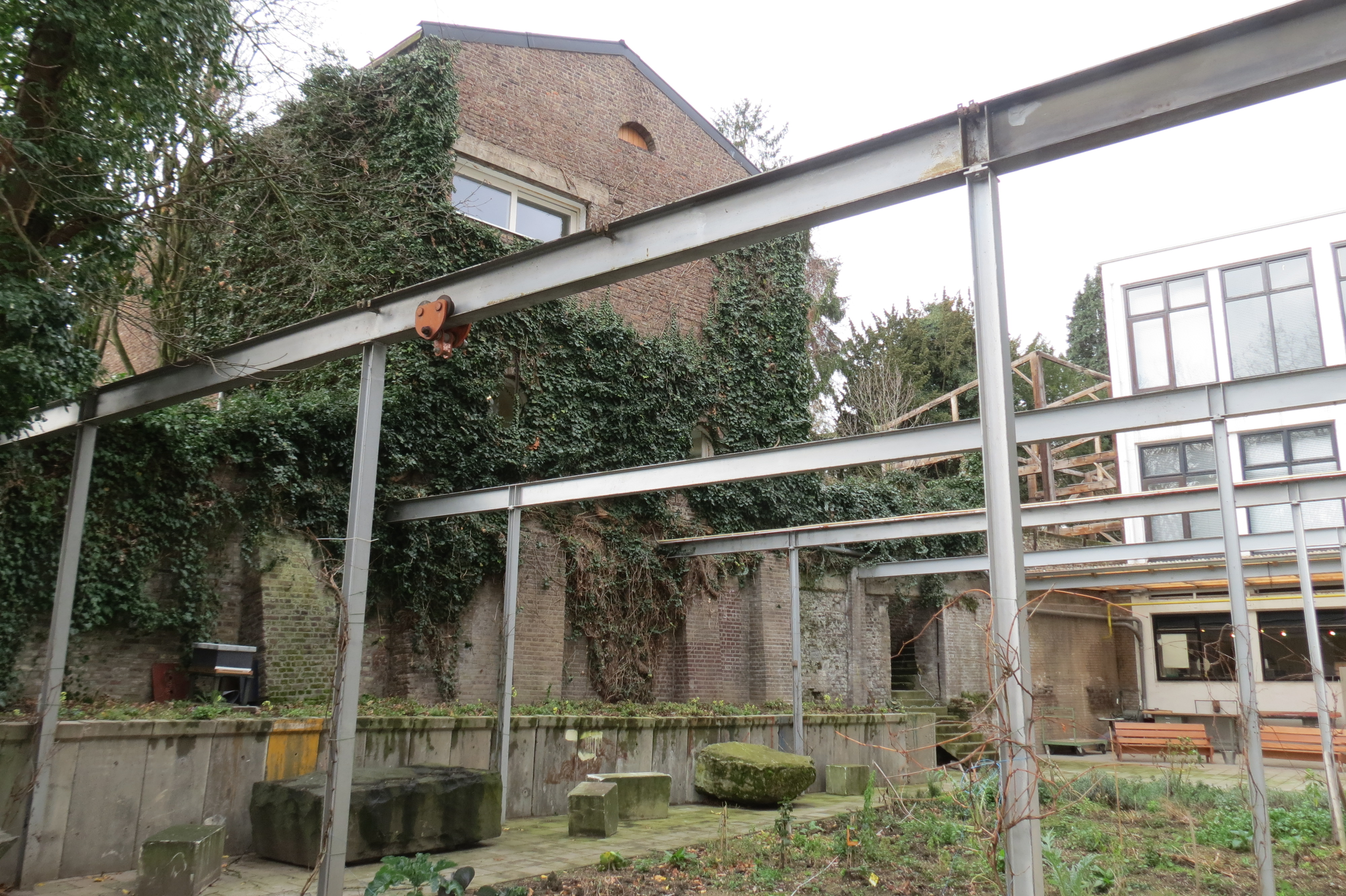
Informele tuin

### Interieur
Een opvallende element in de entreehal is de spiraalvormige open trap. De gangen en lesruimtes zijn ruim opgezet en ademen het licht en lucht-principe van het nieuwe bouwen. Bij de renovatie van 2012-13 is deze sfeer behouden gebleven.

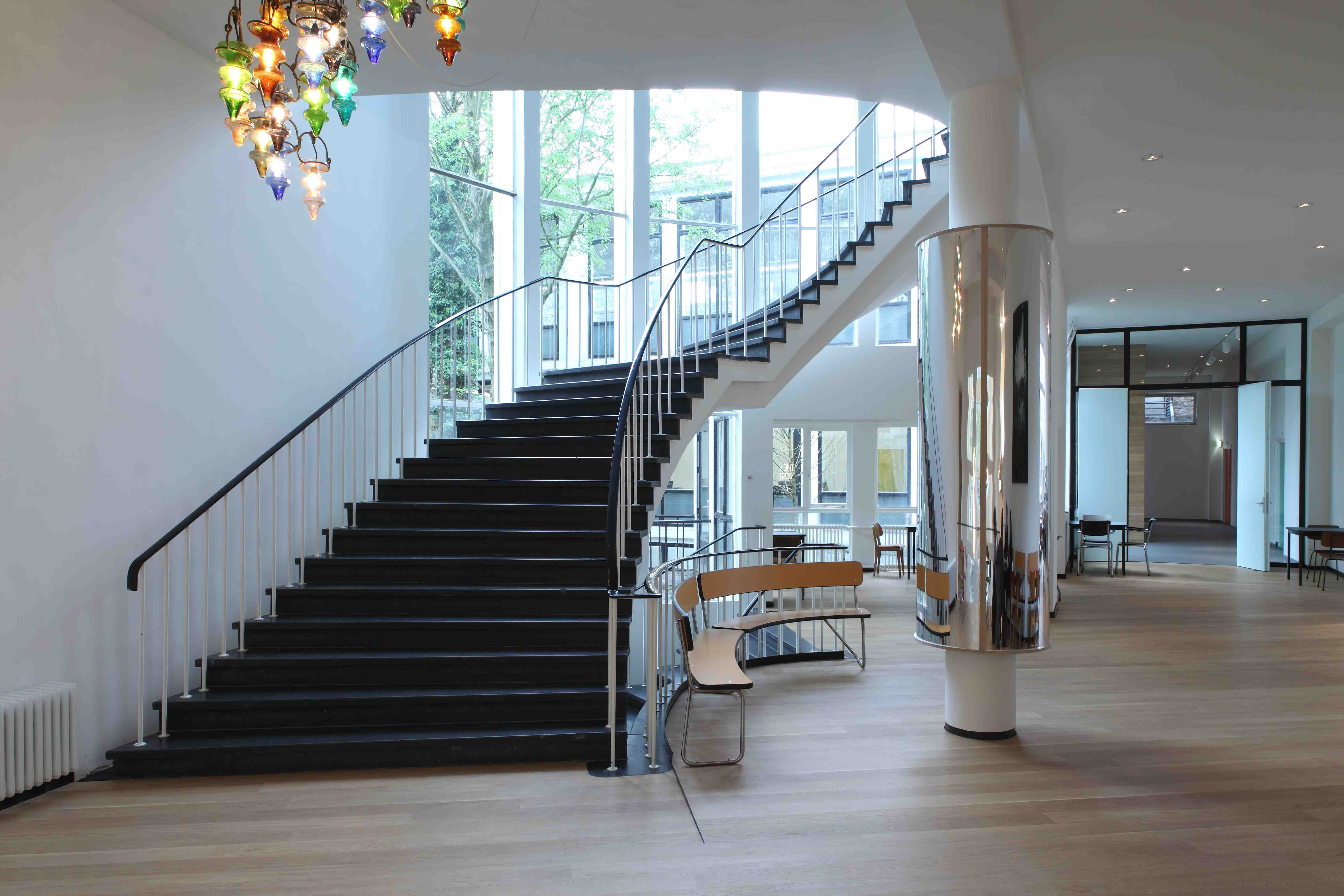
Hal en trap
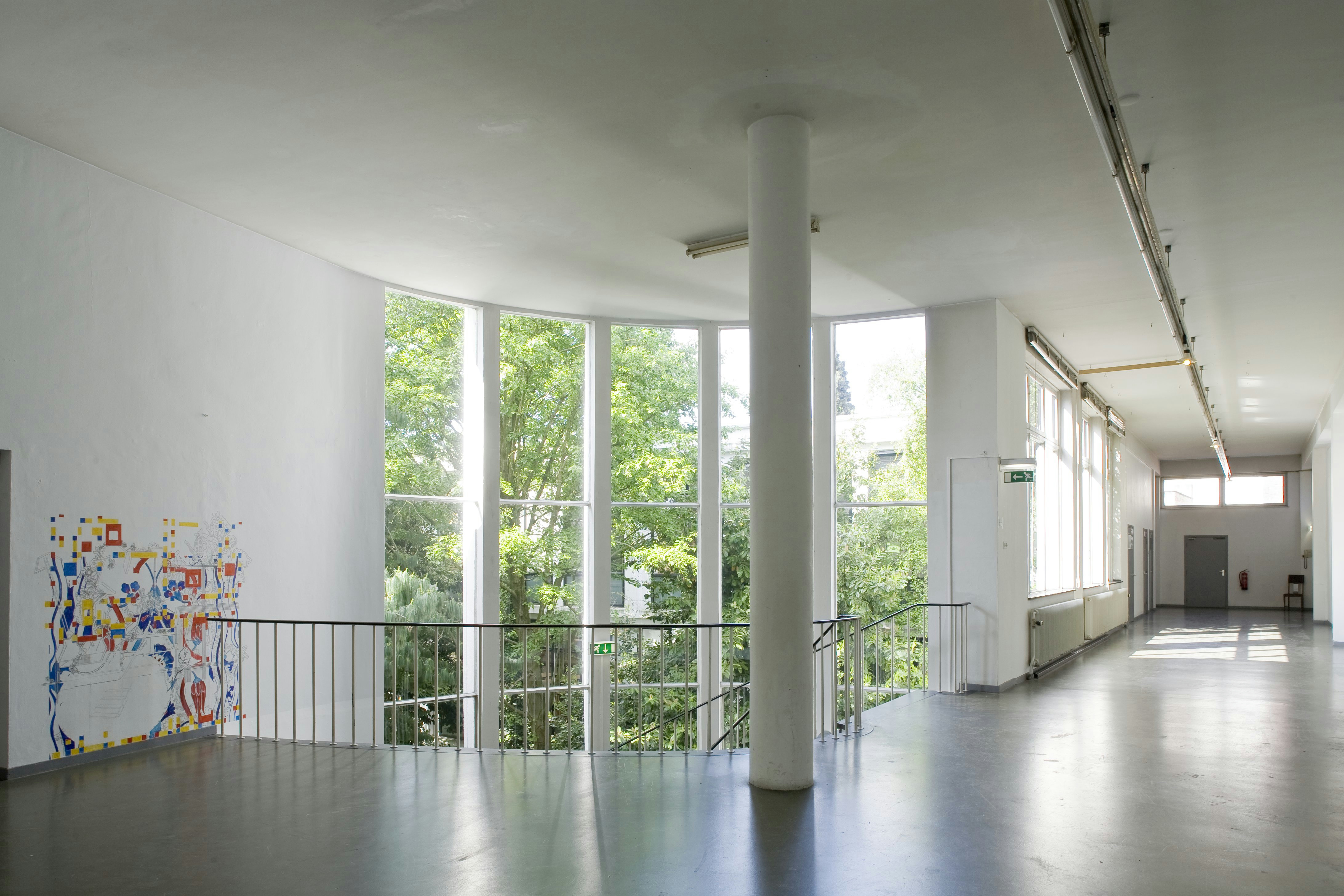
Gang eerste verdieping
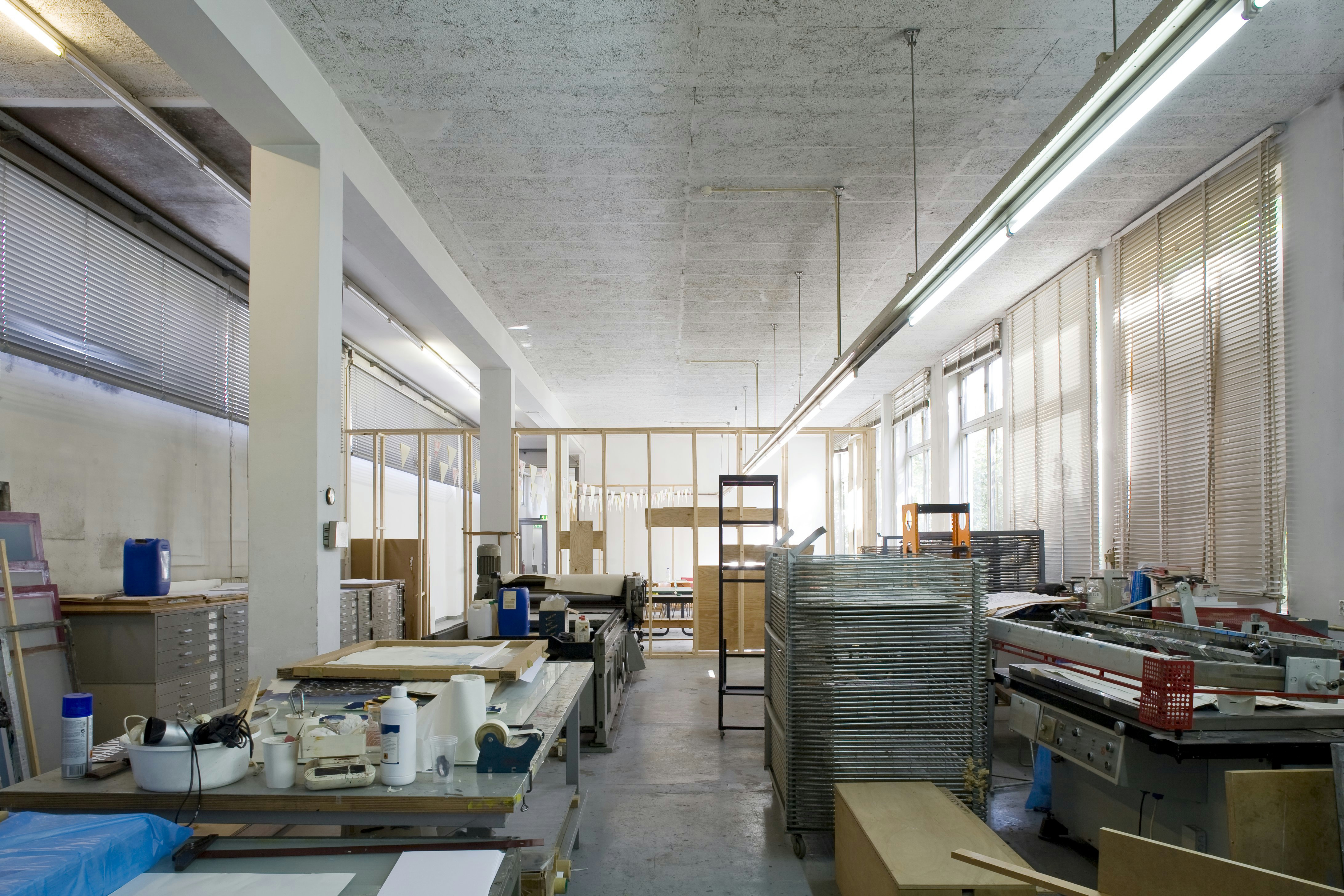
Werkruimte eerste etage
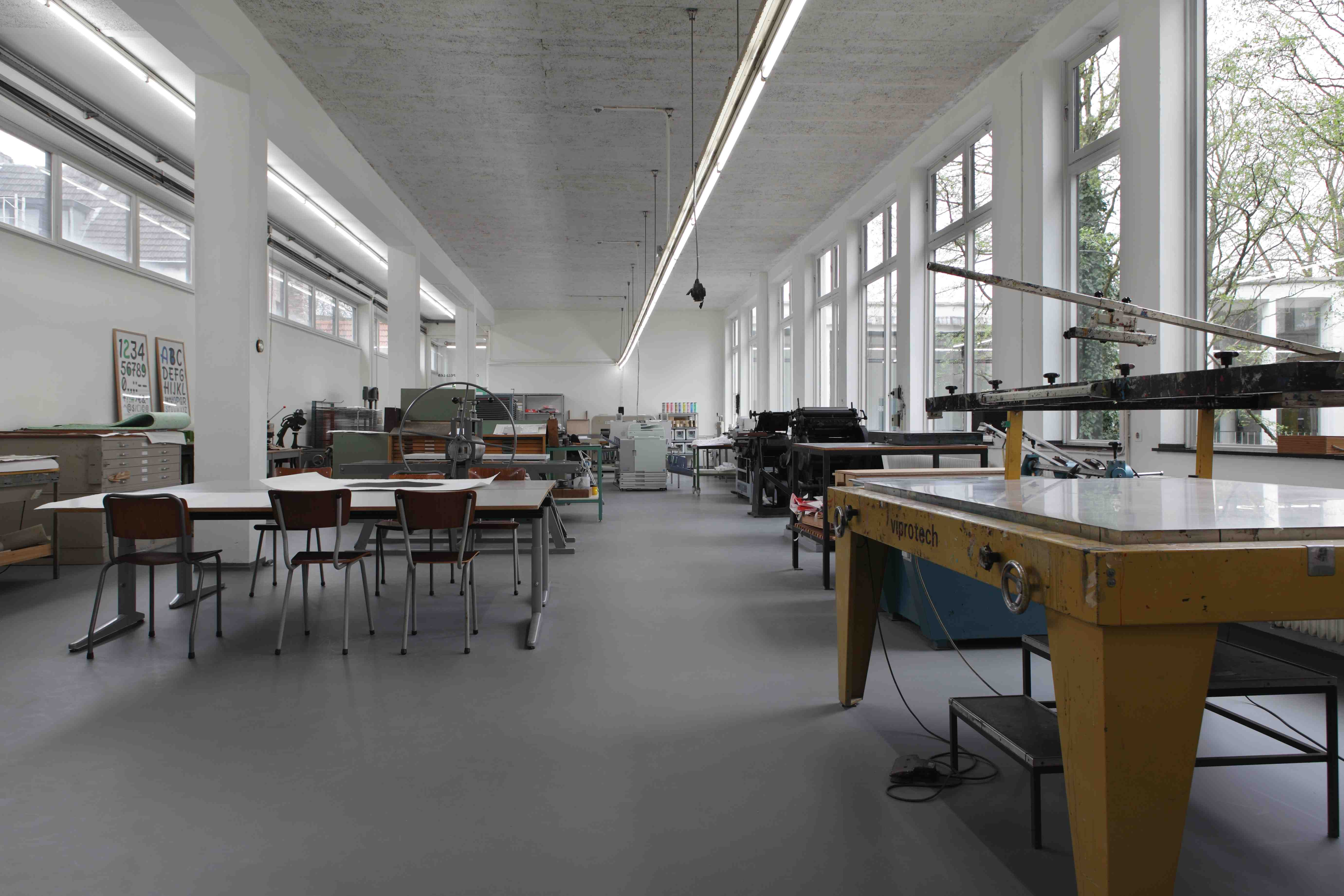
Charles Nypels Print Lab

## Bekende docenten en oud-studenten
- Dagmar Baumann
- Caspar Berger
- Pierre Bernard
- Kees Buckens
- Fred Carasso
- Christine Chiffrun
- Joep Coppens
- Els Coppens-van de Rijt
- Wim Cuyvers
- Pieke Dassen
- Jan Dekkers
- Appie Drielsma
- Ineke van Dijk
- Dries Engelen
- Anne van Grevenstein-Kruse
- J.C.J. van der Heyden
- Piet Killaars
- Theo Kley
- Renée Kool
- Ruud Kuijer
- Hubert Levigne
- Hieke Luik
- Jan Martens
- Geert Meyer
- Jaap Min
- Hanneke Mols-van Gool
- Frans Nols
- Herbert Nouwens
- Helga Paetzold
- Miriam Piña
- L.A. Raeven
- Roberto Ruggiu
- Q.S. Serafijn
- Pieter Stoop
- Paul de Swaaf
- Thé Lau (schilder)
- Joseph Timmers
- Jan van Toorn
- Gijs Trepels
- Albert Troost
- Sanne Vaassen
- Max Verboeket
- Bernard Verhoeven
- Karien Vervoort
- Barbara Visser
- Nicolaas Wijnberg
- Jef Wishaupt